# Olympische Sommerspiele 2016/Leichtathletik – Weitsprung (Männer)

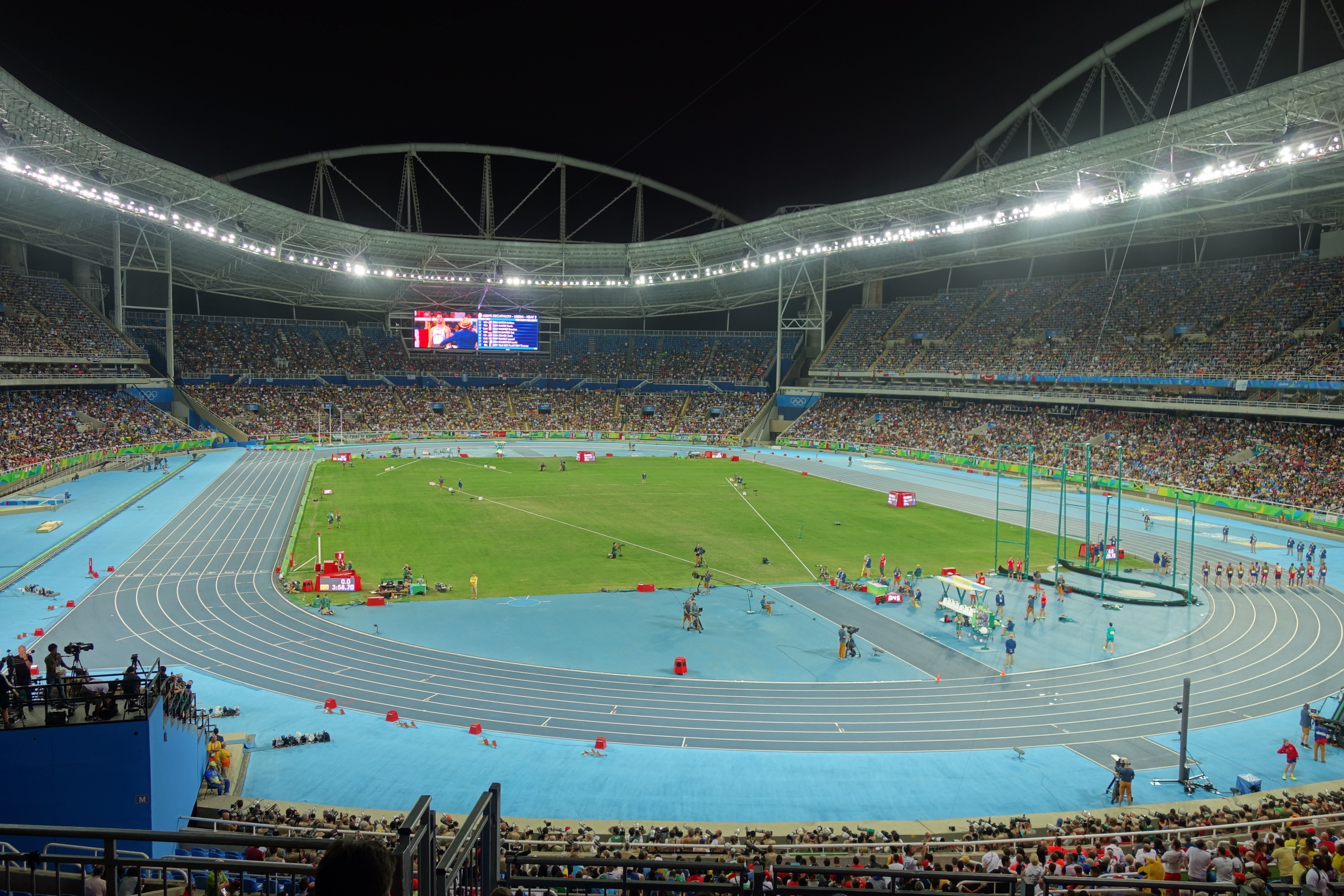
Innenraum des Estádio Olímpico João Havelange während der Spiele von Rio

Der Weitsprung der Männer bei den Olympischen Spielen 2016 in Rio de Janeiro wurde am 12. und 13. August 2016 im Estádio Olímpico João Havelange ausgetragen. 32 Athleten nahmen teil.
Olympiasieger wurde der US-Amerikaner Jeff Henderson. Silber ging an den Südafrikaner Luvo Manyonga. Bronze gewann der Brite Greg Rutherford.
Für Deutschland gingen Alyn Camara und Fabian Heinle an den Start. Beide scheiterten in der Qualifikation.

Athleten aus der Schweiz, Österreich und Liechtenstein nahmen nicht teil.

## Aktuelle Titelträger
| Olympiasieger                         | Greg Rutherford ( Großbritannien)   | 8,31 m | London 2012    |
| Weltmeister                           | Greg Rutherford ( Großbritannien)   | 8,41 m | Peking 2015    |
| Europameister                         | Greg Rutherford ( Großbritannien)   | 8,25 m | Amsterdam 2016 |
| Nord-/Zentralamerika-/Karibik-Meister | Cameron Burrell ( USA)              | 8,06 m | San José 2015  |
| Südamerika-Meister                    | Emiliano Lasa ( Uruguay)            | 8,09 m | Lima 2015      |
| Asienmeister                          | Gao Xinglong ( Volksrepublik China) | 7,96 m | Wuhan 2015     |
| Afrikameister                         | Ruswahl Samaai ( Südafrika)         | 8,40 m | Durban 2016    |
| Ozeanienmeister                       | Waisale Dausoko ( Fidschi)          | 7,51 m | Cairns 2015    |

## Bestehende Rekorde
| Weltrekord         | Mike Powell ( USA) | 8,95 m | Tokio, Japan                   | 30. August 1991  |
| Olympischer Rekord | Bob Beamon ( USA)  | 8,90 m | Finale OS Mexiko-Stadt, Mexiko | 18. Oktober 1968 |

Der bestehende olympische Rekord wurde bei diesen Spielen nicht erreicht. Mit seinem weitesten Sprung auf 8,38 m im sechsten Durchgang des Finales bei einem Rückenwind von 0,2 m/s verfehlte der US-amerikanische Olympiasieger Jeff Henderson diesen Rekord um 52 Zentimeter. Zum Weltrekord fehlten ihm 57 Zentimeter.

## Legende
Kurze Übersicht zur Bedeutung der Symbolik – so üblicherweise auch in sonstigen Veröffentlichungen verwendet:
| – | verzichtet |
| x | ungültig   |

Anmerkungen:
- Alle Zeitangaben sind auf die Ortszeit Rio (UTC-3) bezogen.
- Alle Weiten sind in Metern (m) angegeben.

## Qualifikation
12. August 2016, 21.20 Uhr
Die Qualifikation wurde in zwei Gruppen durchgeführt. Zwei Springer (hellblau unterlegt) übertrafen die direkte Qualifikationsweite von 8,15 m. Damit war die Mindestanzahl von zwölf Finalteilnehmern nicht erreicht. So wurde das Finalfeld mit zehn weiteren Wettbewerbern aus beiden Gruppen (hellgrün unterlegt) nach den nächstbesten Weiten aufgefüllt. Für die Teilnahme am Finale waren so 7,92 m bei einem zweitbesten Sprung von 7,85 m notwendig.

### Gruppe A
| Platz | Name                | Nation              | 1. Versuch Wind (m/s) | 2. Versuch Wind (m/s) | 3. Versuch Wind (m/s) | Resultat |
| 1     | Jeff Henderson      | USA                 | 8,20 / −0,1           | –                     | –                     | 8,20     |
| 2     | Emiliano Lasa       | Uruguay             | 8,14 / +0,6           | 8,02 / ±0,0           | –                     | 8,14     |
| 3     | Luvo Manyonga       | Südafrika           | x                     | 8,12 / +0,1           | 8,10 / −0,2           | 8,12     |
| 4     | Ruswahl Samaai      | Südafrika           | 8,03 / ±0,0           | 7,96 / +0,2           | 7,82 / +0,1           | 8,03     |
| 5     | Henry Frayne        | Australien          | 7,96 / ±0,0           | 7,97 / ±0,0           | 8,01 / +0,2           | 8,01     |
| 6     | Huang Changzhou     | Volksrepublik China | 7,59 / −0,4           | 7,57 / +0,3           | 7,95 / +0,5           | 7,95     |
| 7     | Greg Rutherford     | Großbritannien      | x                     | x                     | 7,90 / −0,2           | 7,90     |
| 8     | Kafétien Gomis      | Frankreich          | 7,81 / +0,2           | 7,67 / +0,2           | 7,89 / −0,1           | 7,89     |
| 9     | Kim Deok-hyeon      | Südkorea            | 7,42 / ±0,0           | 7,76 / +0,3           | 7,82 / +0,1           | 7,82     |
| 10    | Tyrone Smith        | Bermuda             | 7,78 / +0,4           | 7,81 / +0,5           | 7,67 / ±0,0           | 7,81     |
| 11    | Fabian Heinle       | Deutschland         | 7,64 / +0,1           | x                     | 7,79 / −0,4           | 7,79     |
| 12    | Izmir Smajlaj       | Albanien            | 7,72 / +0,2           | 7,61 / ±0,0           | x                     | 7,61     |
| 13    | Michel Tornéus      | Schweden            | x                     | 7,65 / ±0,0           | 7,63 / −0,5           | 7,65     |
| 14    | Miltiadis Tendoglou | Griechenland        | x                     | 7,64 / −0,2           | 7,57 / +0,4           | 7,64     |
| NM    | Aubrey Smith        | Jamaika             | x                     | x                     | x                     | ogV      |
| NM    | Gao Xinglong        | Volksrepublik China | x                     | x                     | x                     | ogV      |

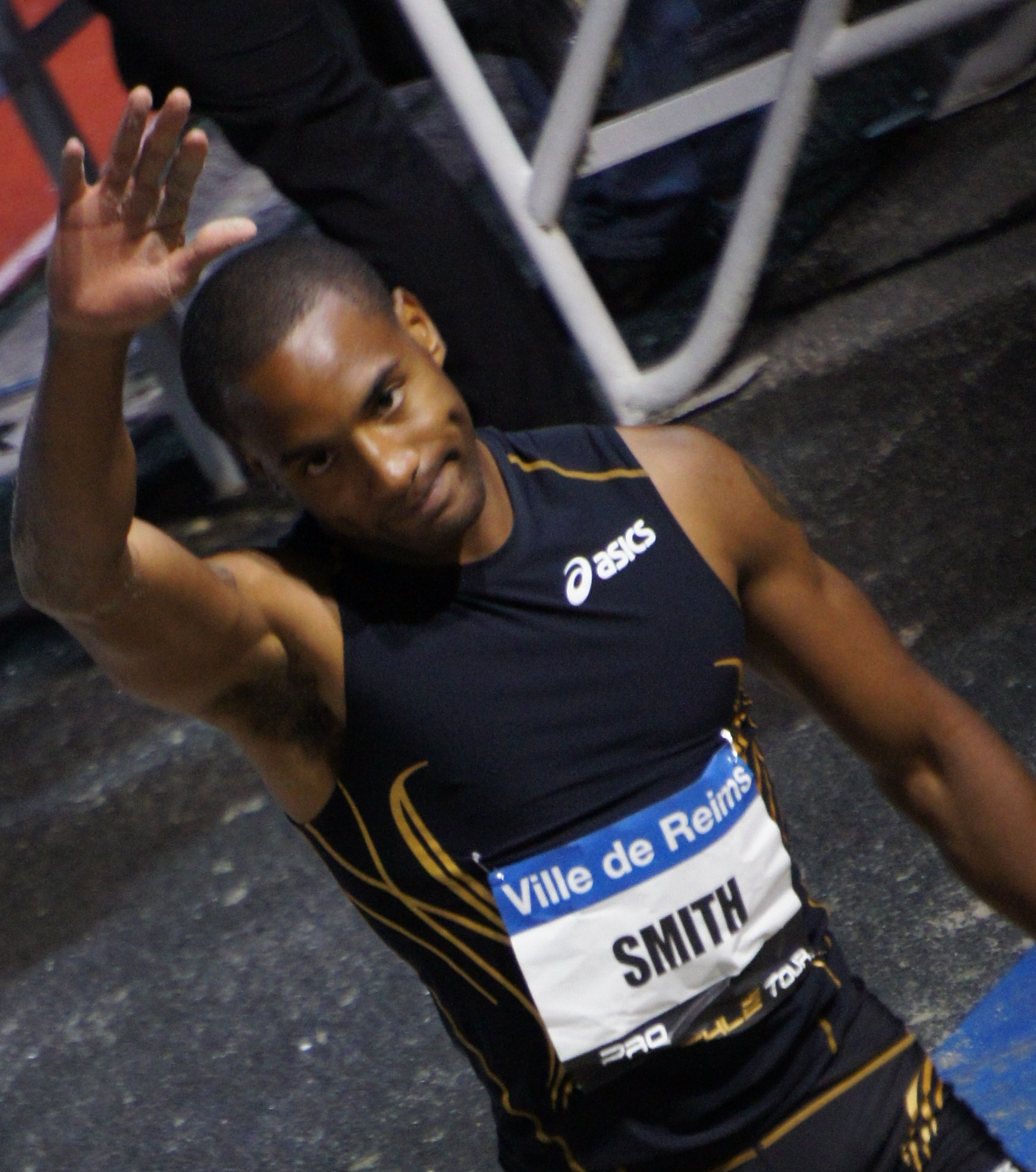
Tyrone Smith – ausgeschieden mit 7,81 m

Weitere in Qualifikationsgruppe A ausgeschiedene Weitspringer:

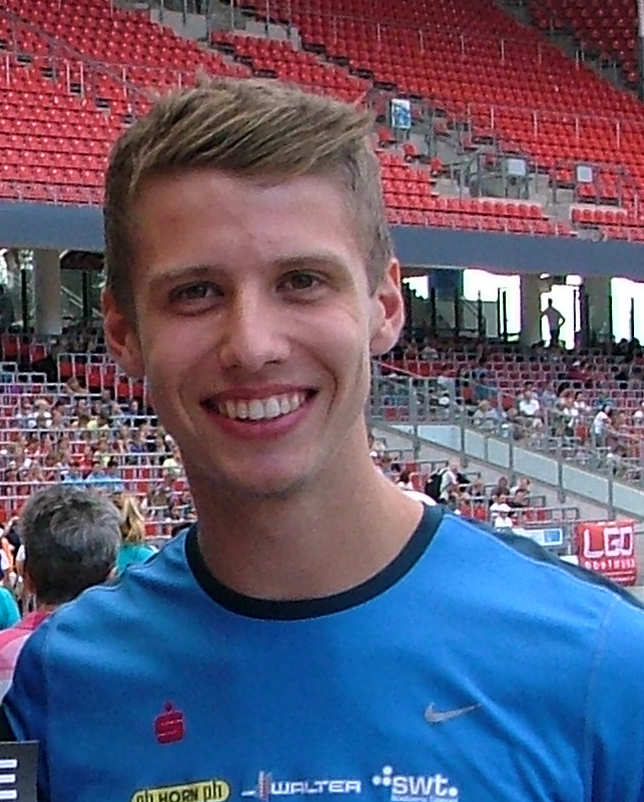
Fabian Heinle – 7,79 m
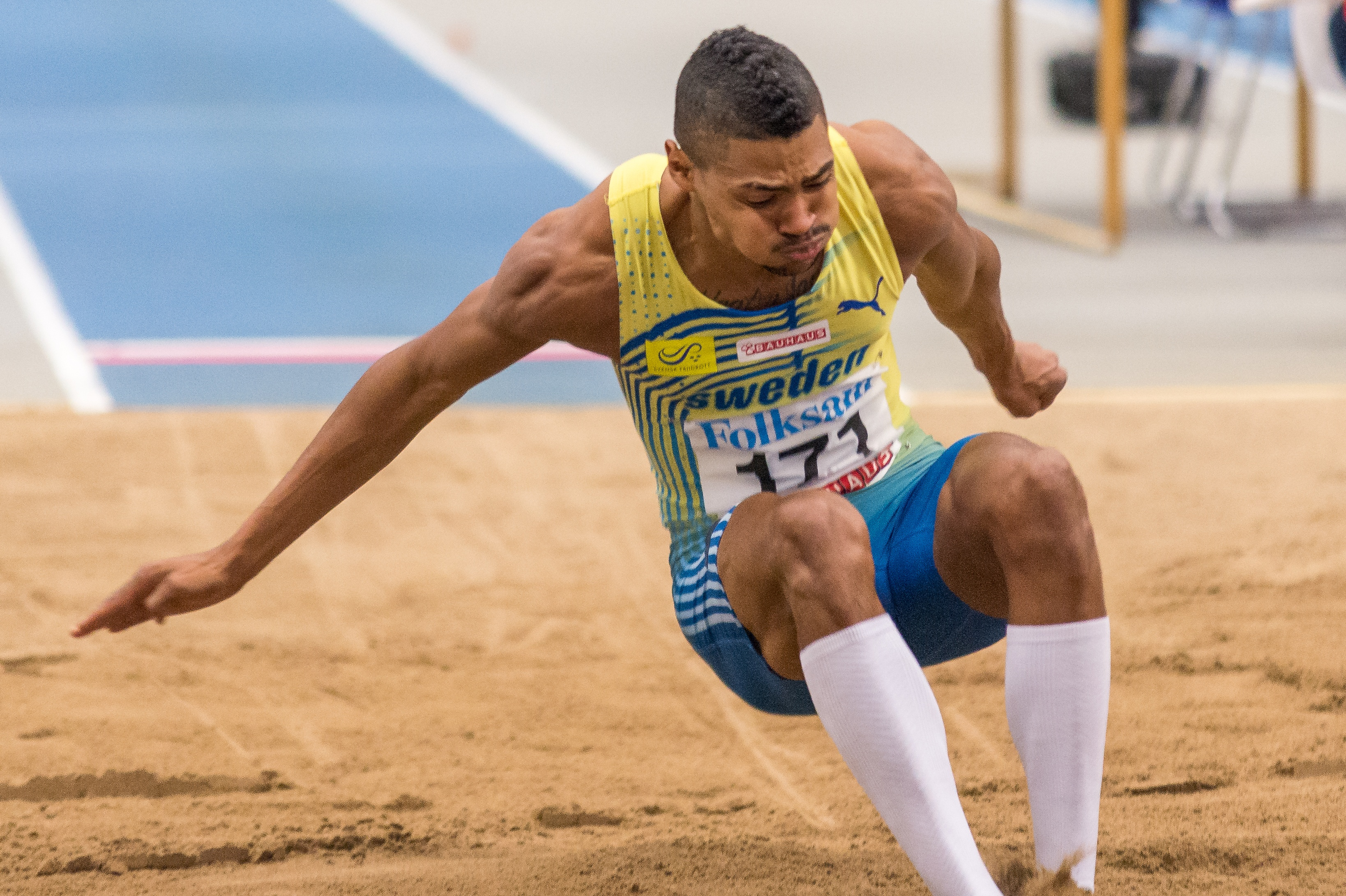
Vizeeuropameister Michel Tornéus – 7,65 m

### Gruppe B
- Maykel Massó – ausgeschieden
mit 7,81 m
- Chan Ming Tai – ausgeschieden
mit 7,79 m

| Platz | Name                    | Nation              | 1. Versuch Wind (m/s) | 2. Versuch Wind (m/s) | 3. Versuch Wind (m/s) | Resultat |
| 1     | Wang Jianan             | Volksrepublik China | 8,24 / +0,3           | –                     | –                     | 8,24     |
| 2     | Jarrion Lawson          | USA                 | 7,99 / +0,2           | 7,62 / +0,3           | 7,96 / −0,1           | 7,99     |
| 3     | Fabrice Lapierre        | Australien          | x                     | 7,96 / +0,1           | 7,73 / ±0,0           | 7,96     |
| 4     | Damar Forbes            | Jamaika             | 7,85 / −0,1           | 7,68 / +0,4           | 7,62 / −0,2           | 7,85     |
| 5     | Radek Juška             | Tschechien          | 7,64 / +0,3           | 7,84 / +0,3           | 7,83 / −0,5           | 7,84     |
| 6     | Maykel Massó            | Kuba                | 7,79 / ±0,0           | 7,73 / +0,7           | 7,81 / +0,1           | 7,81     |
| 7     | Chan Ming Tai           | Hongkong            | 7,79 / ±0,0           | 7,76 / +0,3           | 7,42 / +0,3           | 7,79     |
| 8     | Batschana Chorawa       | Georgien            | 7,72 / +0,2           | 7,77 / +0,3           | x                     | 7,77     |
| 9     | Jean Marie Okutu        | Spanien             | 7,75 / +0,1           | 7,72 / +0,1           | 7,53 / ±0,0           | 7,75     |
| 10    | Stefan Brits            | Südafrika           | 7,46 / ±0,0           | 7,71 / +0,5           | x                     | 7,71     |
| 11    | Konstantin Baryschewski | Belarus             | 7,39 / ±0,0           | x                     | 7,67 / +0,2           | 7,67     |
| 12    | Ankit Sharma            | Indien              | x                     | x                     | 7,67 / +0,1           | 7,67     |
| 13    | Mike Hartfield          | USA                 | 7,66 / −0,3           | x                     | 7,66 / +0,3           | 7,66     |
| 14    | Higor Alves             | Brasilien           | 7,59 / ±0,0           | x                     | x                     | 7,59     |
| 15    | Mohammad Arzandeh       | Iran                | 7,29 / −0,1           | 7,23 / +0,2           | 7,31 / +0,5           | 7,31     |
| 16    | Alyn Camara             | Deutschland         | 5,16 / ±0,0           | x                     | x                     | 5,16     |

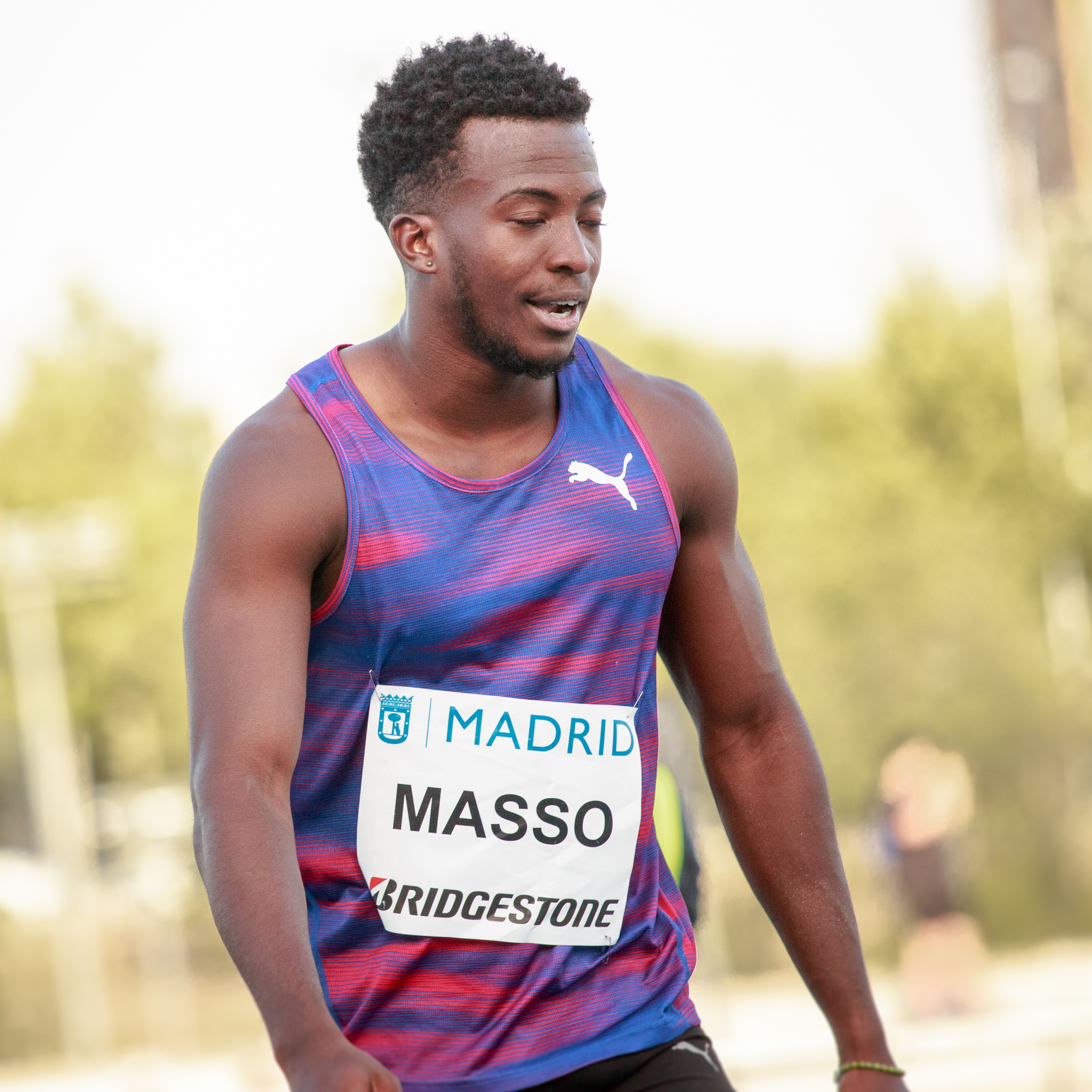
Maykel Massó – ausgeschieden mit 7,81 m
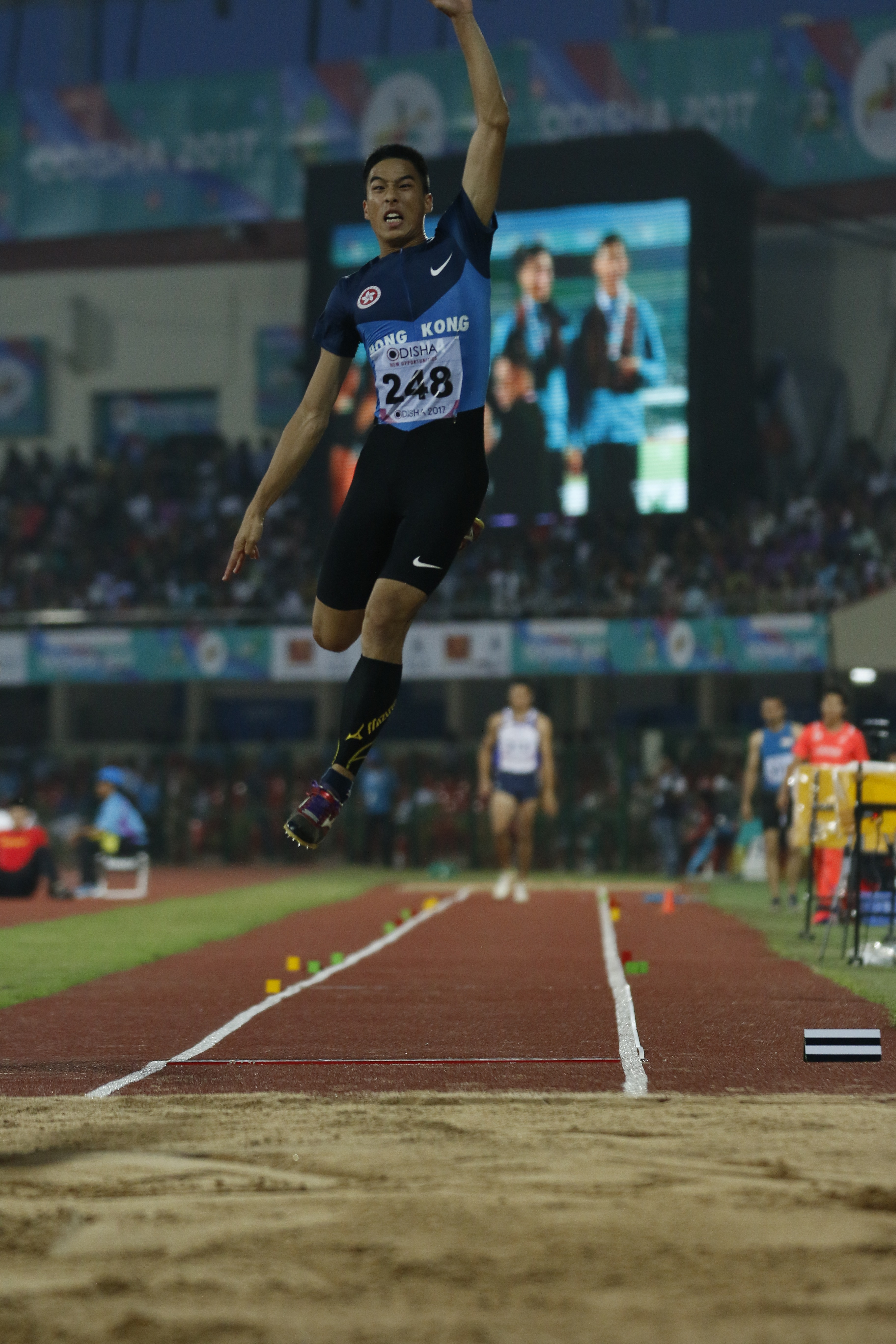
Chan Ming Tai – ausgeschieden mit 7,79 m

Weitere in Qualifikationsgruppe B ausgeschiedene Weitspringer:

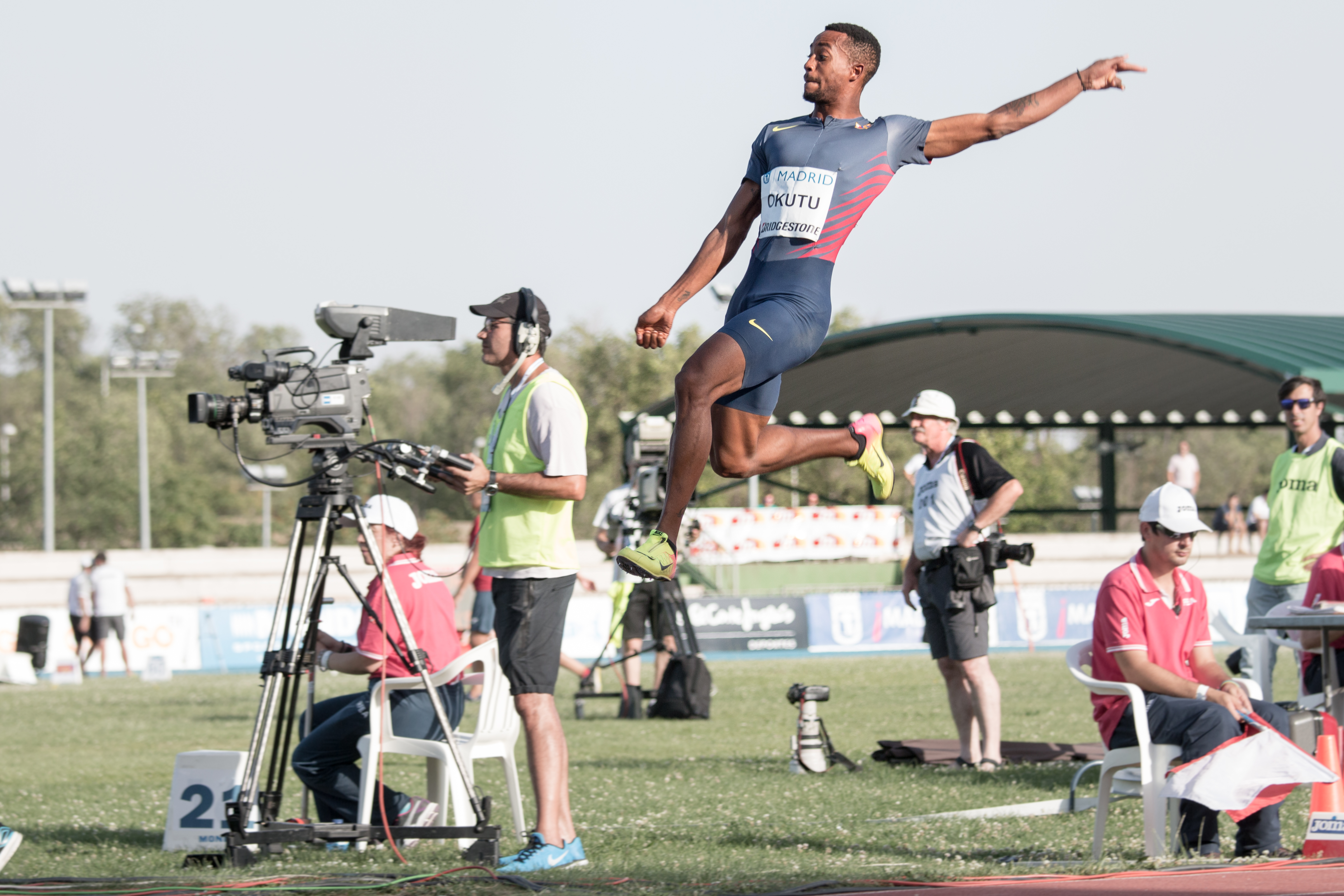
Jean Marie Okutu – 7,75 m
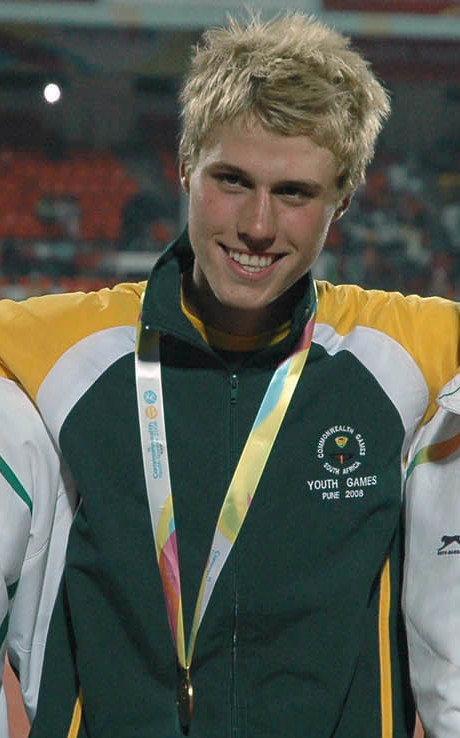
Stefan Brits – 7,71 m
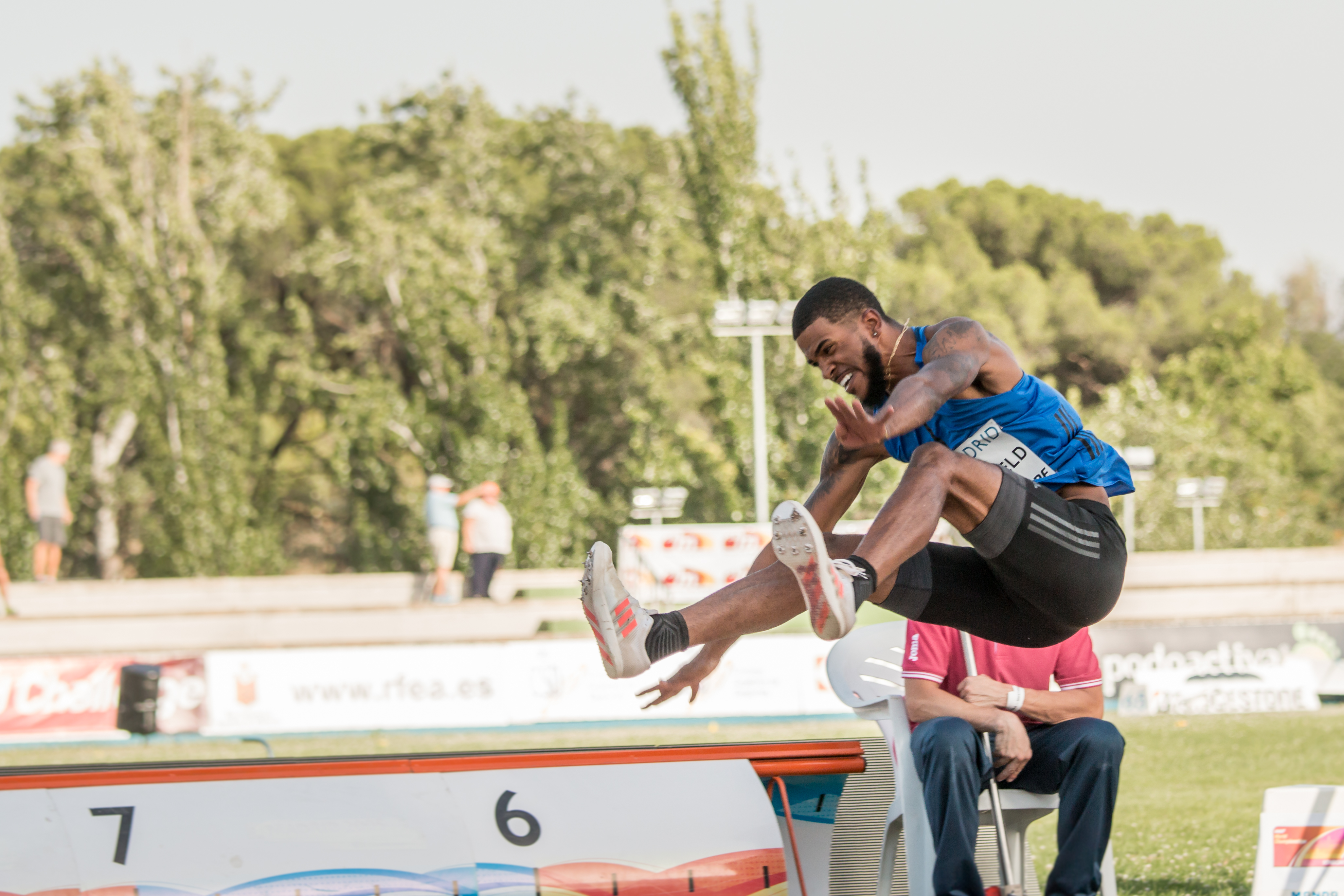
Mike Hartfield – 7,66 m
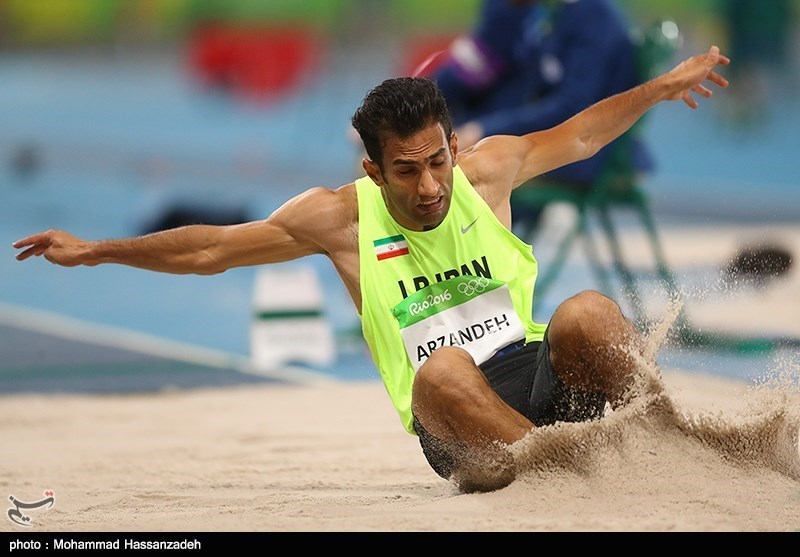
Mohammad Arzandeh – 7,31 m
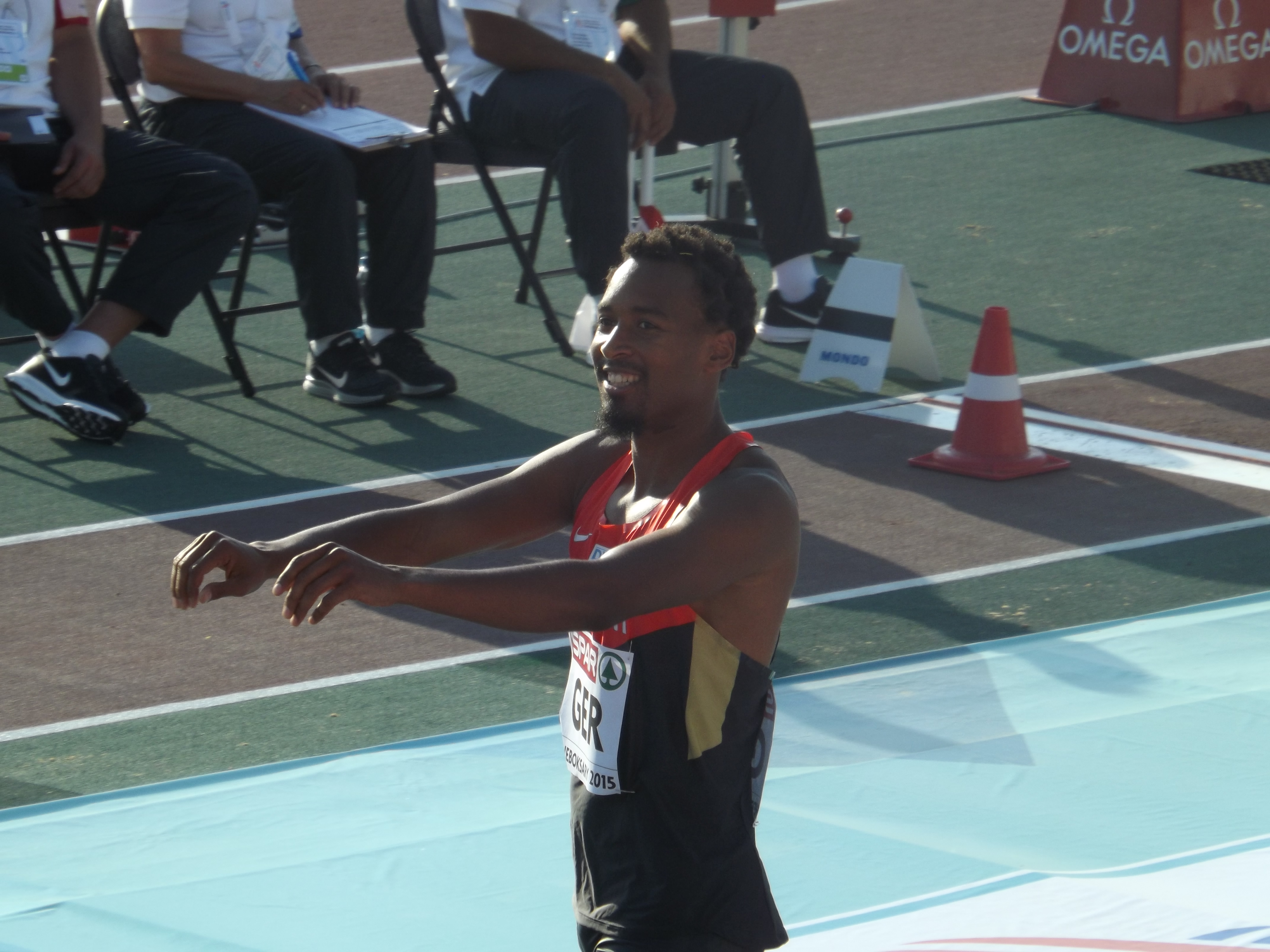
Alyn Camara – 5,16 m in seinem einzigen gültigen Versuch

## Finale
13. August 2016, 20.53 Uhr
| Platz | Name             | Nation              | 1. Versuch Wind (m/s) | 2. Versuch Wind (m/s) | 3. Versuch Wind (m/s) | 4. Versuch Wind (m/s)                    | 5. Versuch Wind (m/s)                    | 6. Versuch Wind (m/s)                    | Resultat |
| 1     | Jeff Henderson   | USA                 | 8,20 / +0,8           | 7,94 / −0,4           | 8,10 / +0,1           | 7,96 / ±0,0                              | 8,22 / −0,3                              | 8,38 / +0,2                              | 8,38     |
| 2     | Luvo Manyonga    | Südafrika           | 8,16 / +0,5           | x                     | x                     | 8,28 / −0,2                              | 8,37 / −0,3                              | x                                        | 8,37     |
| 3     | Greg Rutherford  | Großbritannien      | 8,18 / +0,3           | 8,11 / −1,1           | 8,22 / −0,2           | 8,26 / −0,2                              | 8,09 / −0,5                              | 8,29 / +0,3                              | 8,29     |
| 4     | Jarrion Lawson   | USA                 | 8,19 / −0,7           | 8,15 / −0,5           | 8,25 / −0,5           | x                                        | x                                        | 7,78 / +0,1                              | 8,25     |
| 5     | Wang Jianan      | Volksrepublik China | 7,76 / −0,2           | 8,17 / −0,5           | 7,89 / +0,3           | 8,05 / −0,6                              | 8,13 / −0,6                              | 7,88 / +0,6                              | 8,17     |
| 6     | Emiliano Lasa    | Uruguay             | 7,93 / −0,2           | 7,84 / −0,8           | 8,04 / −0,4           | 8,10 / −0,6                              | 7,92 / −0,1                              | 7,95 / −0,7                              | 8,10     |
| 7     | Henry Frayne     | Australien          | 7,83 / −0,5           | 8,06 / −0,5           | x                     | 8,03 / −0,3                              | 7,83 / −0,3                              | 7,83 / −0,2                              | 8,06     |
| 8     | Kafétien Gomis   | Frankreich          | 7,54 / ±0,0           | 7,57 / −0,1           | 8,05 / ±0,0           | x                                        | 7,55 / −0,2                              | 7,83 / −0,1                              | 8,05     |
|       |                  |                     |                       |                       |                       |                                          |                                          |                                          |          |
| 9     | Ruswahl Samaai   | Südafrika           | 7,97 / −0,4           | 7,94 / −0,5           | x                     | nicht im Finale der besten acht Springer | nicht im Finale der besten acht Springer | nicht im Finale der besten acht Springer | 7,97     |
| 10    | Fabrice Lapierre | Australien          | x                     | 7,87 / −0,9           | x                     | nicht im Finale der besten acht Springer | nicht im Finale der besten acht Springer | nicht im Finale der besten acht Springer | 7,87     |
| 11    | Huang Changzhou  | Volksrepublik China | 7,78 / −0,5           | x                     | 7,86 / −0,5           | nicht im Finale der besten acht Springer | nicht im Finale der besten acht Springer | nicht im Finale der besten acht Springer | 7,86     |
| 12    | Damar Forbes     | Jamaika             | 7,63 / −0,8           | 7,74 / −0,6           | 7,82 / −0,8           | nicht im Finale der besten acht Springer | nicht im Finale der besten acht Springer | nicht im Finale der besten acht Springer | 7,82     |

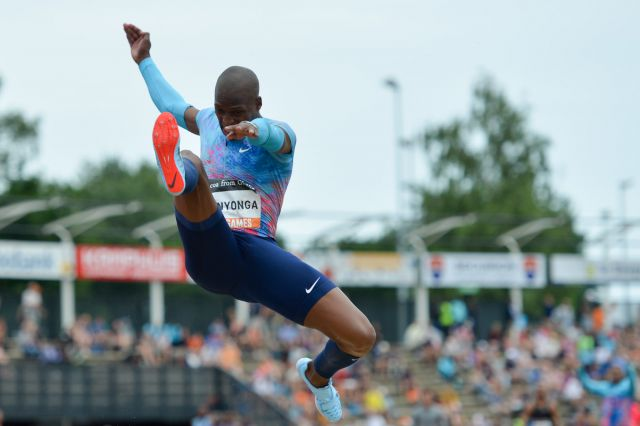
Silbermedaillengewinner Luvo Manyogal

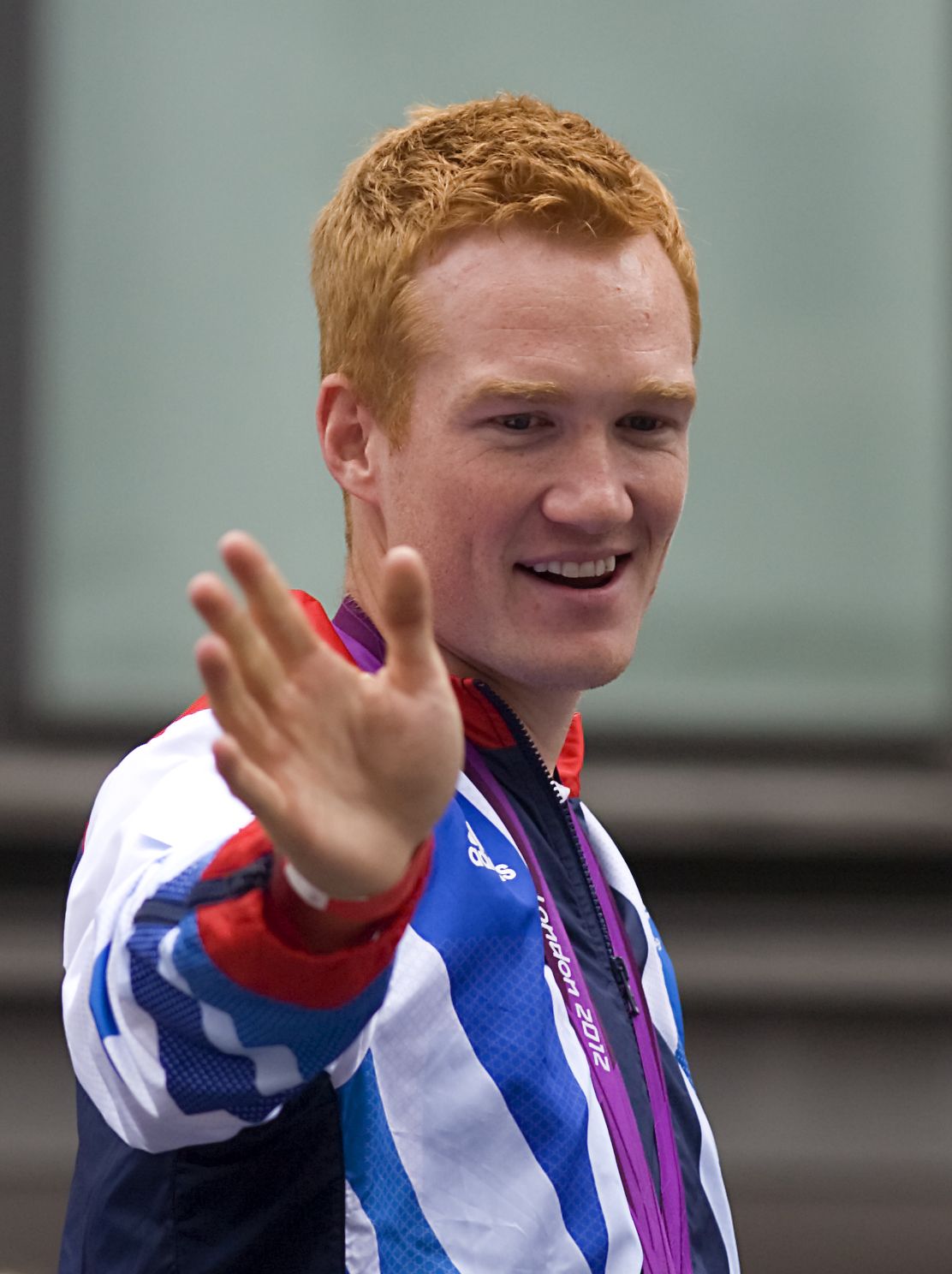
Bronze gab es für Greg Rutherford

Für das Finale hatten sich zwölf Athleten qualifiziert, zwei von ihnen direkt über die Qualifikationsweite, die anderen über ihre Platzierungen. Um die Medaillen kämpften je zwei Australier, Chinesen, Südafrikaner und US-Amerikaner, sowie je ein Athlet aus Frankreich, Großbritannien, Jamaika und Uruguay.
Jeder Teilnehmer hatte zunächst drei Versuche, die Weiten der Qualifikationsrunde vom Tag zuvor wurden nicht gewertet. Die besten acht Springer bekamen im Anschluss weitere drei Versuche, die letzten vier schieden aus.
Als Favorit galt der britische Olympiasieger von 2012, gleichzeitig amtierender Welt- und Europameister Greg Rutherford. Mit Medaillenchancen gingen auch der australische Vizeweltmeister Fabrice Lapierre, der chinesische WM-Dritte Wang Jianan, der schwedische Vizeeuropameister Michel Tornéus und der US-Amerikaner Jeff Henderson in den Wettbewerb.
Die Führung übernahmen in der ersten Runde die beiden US-Athleten. Henderson lag mit 8,20 m einen Zentimeter vor seinem Mannschaftskameraden Jarrion Lawson. Rutherford folgte mit 8,18 m vor dem Südafrikaner Luvo Manyonga, der 8,16 m erzielte. Im zweiten Durchgang schob sich Wang mit 8,17 m auf Platz vier. In Runde drei ging Lawson mit 8,25 m an die Spitze, Rutherford verbesserte sich mit 8,22 m auf Rang zwei. Im vierten Durchgang übernahm Manyonga mit 8,28 m die Position ganz vorn. Rutherford erzielte 8,26 m und verdrängte Lawson damit auf Platz drei. Manyonga baute im fünften Versuch seine Führung auf 8,37 m aus. Im letzten Durchgang verdrängte Henderson ihn. Der US-Amerikaner sprang mit 8,38 m einen Zentimeter weiter als der Südafrikaner. Anschließend gelang Lawson eine vermeintlich bessere Weite, es wurden jedoch nur 7,78 m gemessen. Nach Auswertung der Videoaufnahmen war klar, dass Lawson während der Landung mit der linken Hand den Sand berührt hatte und damit seine eigentlich klar bessere Weite sichtbar jenseits der 8-Meter-Marke abgewertet hatte. Aber den Regeln entsprechend zählte der letzte Abdruck. Rutherford konnte seine Leistung noch einmal um drei Zentimeter auf 8,29 m verbessern, lag aber damit bis zum Schluss auf Rang drei. Manyongas letzter Sprung war ein Fehlversuch.

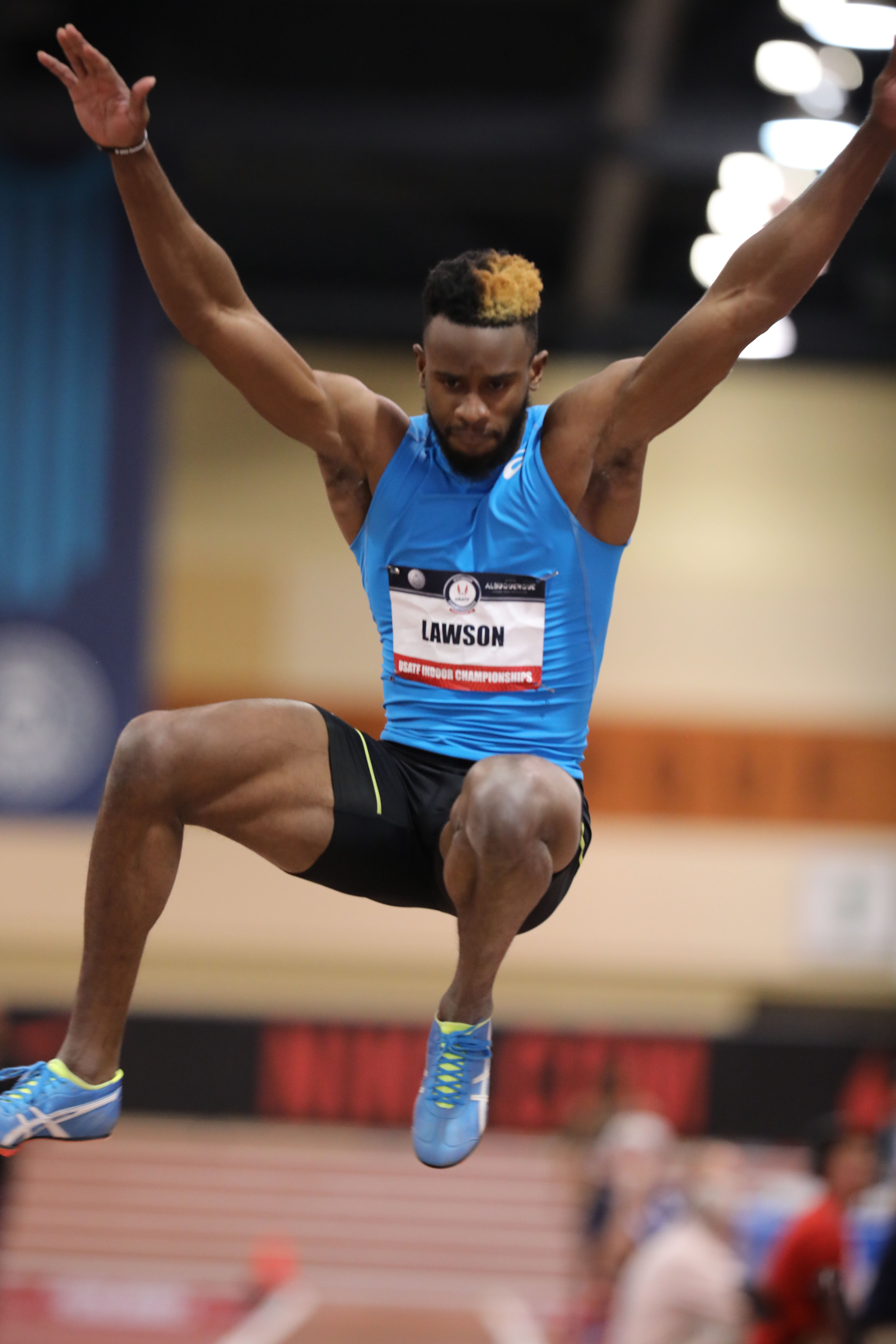
Der viertplatzierte Harrison Lawson
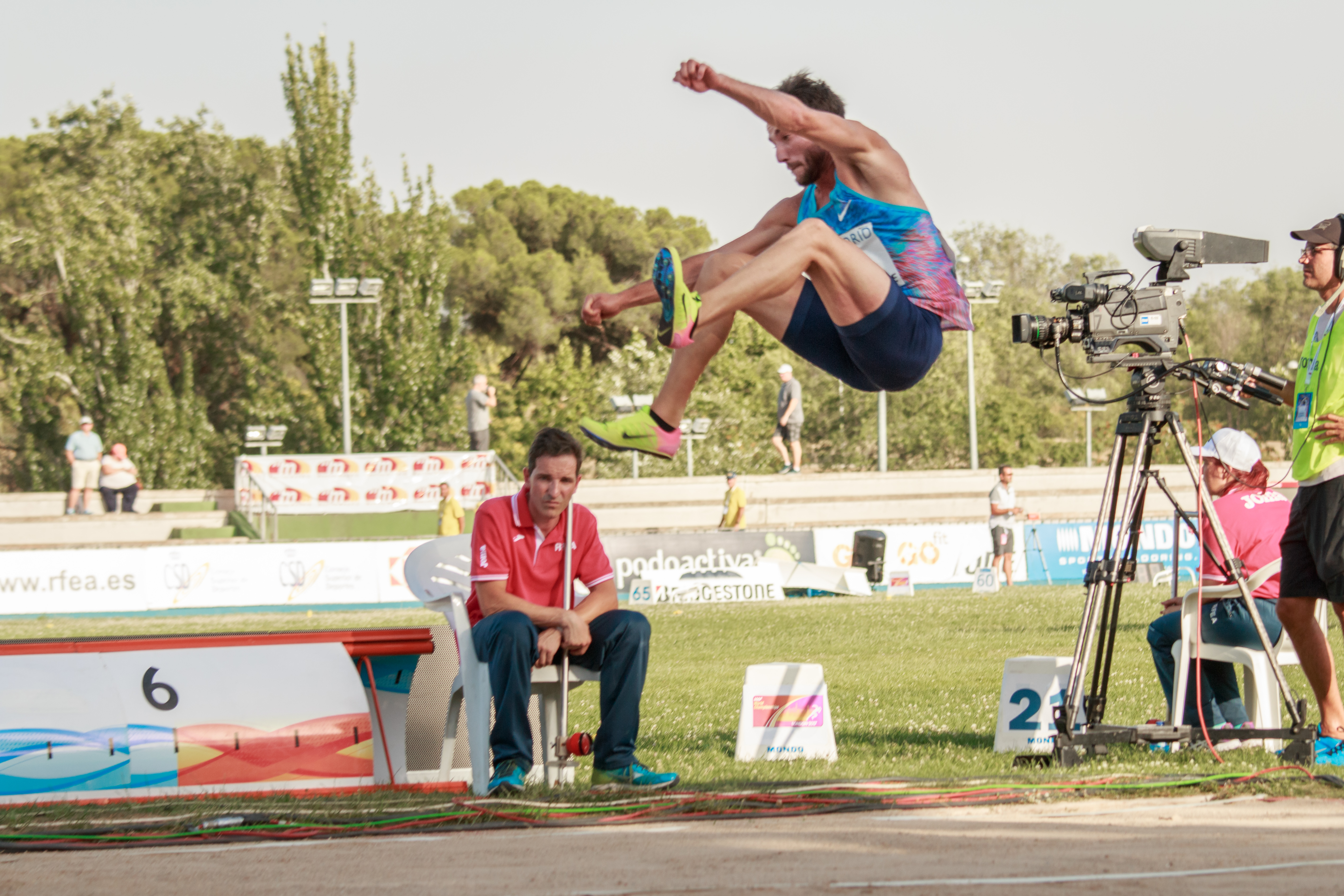
Emiliano Lasa belegte Rang sechs
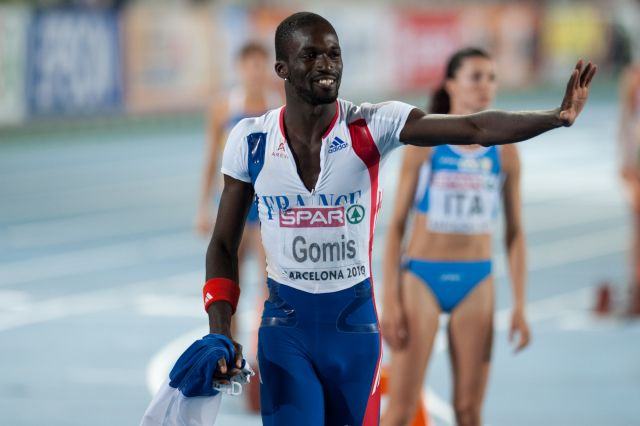
Kafétien Gomis wurde Olympiaachter
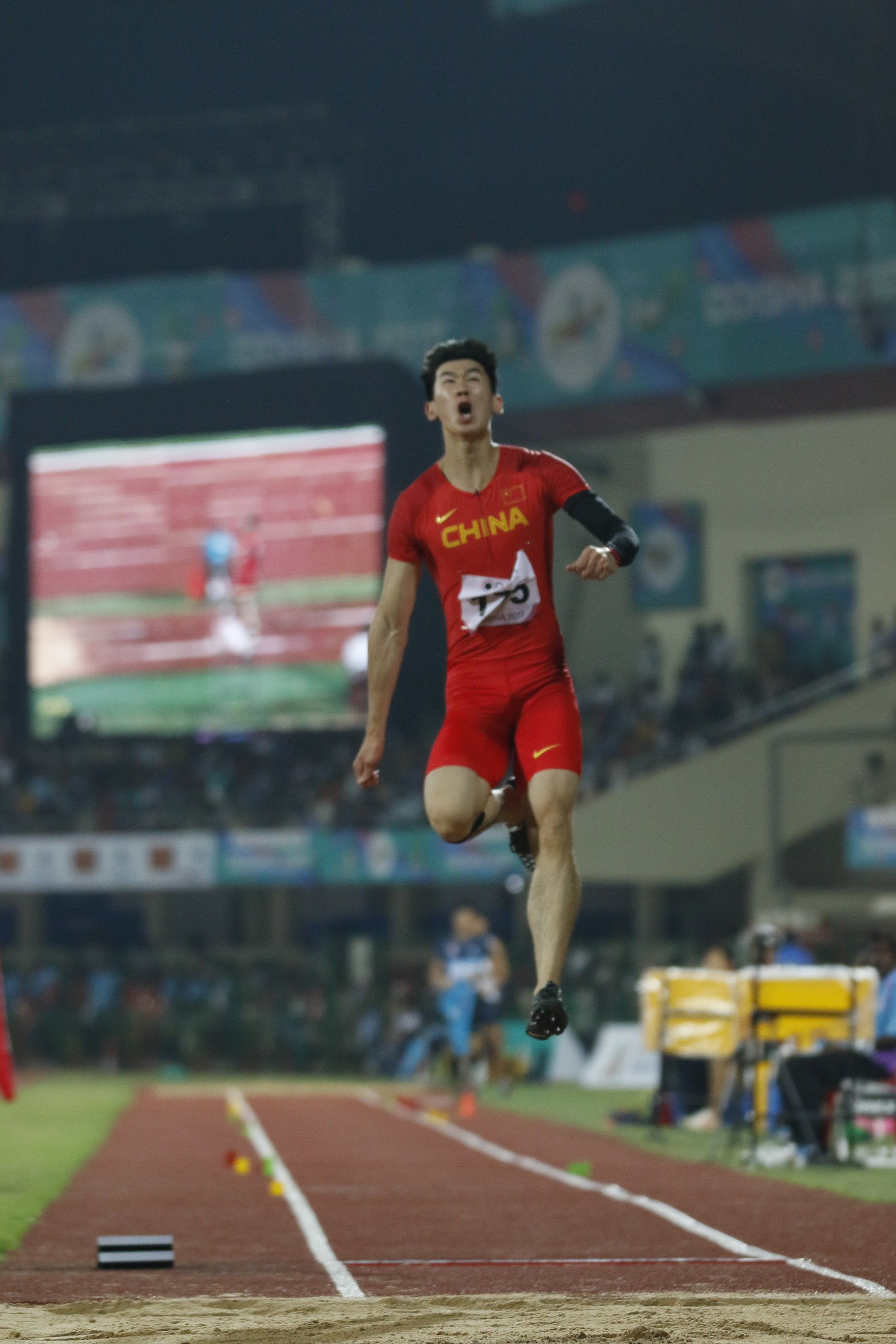
Huang Changzhou kam auf den elften Platz
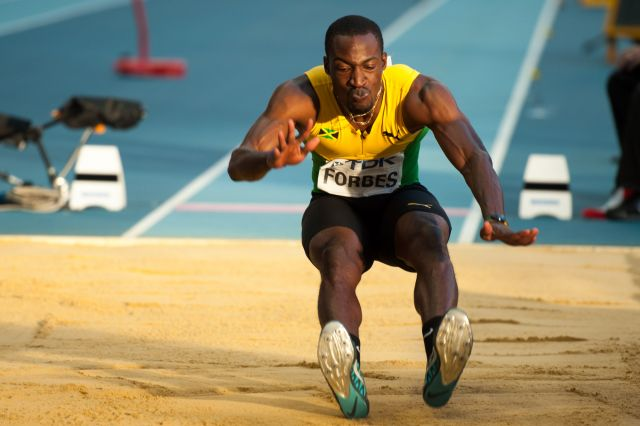
Rang zwölf für Damar Forbes

## Video
- Men's Long Jump Final, Rio 2016 Replay, youtube.com, abgerufen am 3. Mai 2022